# Michel Sardou
Michel Charles Sardou (pronúncia em francês: [miʃɛl ʃaʁl saʁdu] (escutarⓘ); 26 de janeiro de 1947) é um cantor francês, compositor e ator ocasional.
Sardou é conhecido não apenas por suas canções de amor ("La maladie d'amour", "Je vais t'aimer"), mas também por músicas que lidam com várias questões sociais e políticas, como os direitos das mulheres nos países islâmicos ("Musulmanes"), celibato clerical ("Le curé"), colonialismo ("Le temps des colonies","Ils ont le pétrole mais c'est tout") ou a pena de morte ("Je suis pour"). Outro tema às vezes controverso encontrado em algumas de suas músicas ("Les Ricains" e "Monsieur le Président de France", por exemplo) é o respeito e o apoio à cultura e às políticas externas dos Estados Unidos da América. Ele foi acusado de racista devido à sua música "Le temps des colonies", de 1976, onde cantou positivamente sobre colonialismo e escravidão, mas Sardou sempre afirmou que a música era sarcástica. Seu single de 1981 "Les lacs du Connemara" foi um sucesso internacional (principalmente na Holanda). Várias de suas canções de sucesso foram escritas em colaboração com Jacques Revaux e Pierre Delanoë, algumas outras (principalmente "En chantant") com o cantor italiano Toto Cutugno.
Seu álbum de 2004, Du plaisir, foi direto para o primeiro lugar nas paradas francesas. Com uma carreira de cinquenta anos, Sardou lançou 25 álbuns de estúdio, 18 álbuns ao vivo e gravou mais de 350 músicas (principalmente em francês, mas também em espanhol, italiano e até inglês) e vendeu mais de 100 milhões de discos. Atualmente, ele é considerado um dos artistas mais populares do mundo francófono e um dos mais lucrativos, tanto em vendas quanto em seus shows.

## Biografia

### Infância
Michel Sardou nasceu em 26 de janeiro de 1947 em Paris. Seu pai, Fernand Sardou, era cantor e ator, enquanto sua mãe, Jackie Sardou, era atriz. Seu avô paterno, Valentin Sardou, era um comediante em Marselha, enquanto sua avó era cantora.
Sardou deixou a escola aos 17 anos.[carece de fontes?]

### Carreira

#### Primeiros anos (1965-1970)
Sardou começou a trabalhar como garçom no cabaré de seu pai em Montmartre. Ele finalmente conheceu Michel Fugain e fez o teste para Eddie Barclay. Em 1965, Sardou começou sua carreira de gravador com "Le madras", co-escrito com Michel Fugain e Patrice Laffont.
Em 1967, sua carreira continuou, graças à censura: enquanto a França deixava o comando militar da OTAN e a Guerra do Vietnã causava sentimentos antiamericanos na França, Sardou lançou "Les Ricains" (The Yanks), uma música que declarou a dívida de gratidão para com os EUA pela libertação da França. Charles de Gaulle não gostou da música e desaconselhou sua transmissão na rádio e televisão estatais. Isso deu ao cantor uma nova notoriedade, e a música permitiu que ele estabelecesse as bases para seu futuro estilo artístico. No entanto, de 1967 a 1970, ele ainda achava difícil ter grandes sucessos.
Em vista do sucesso atenuado de seus singles, em 1969, Eddie Barclay decidiu rescindir seu contrato, estimando que Sardou não era um cantor. Assim, ele fundou a gravadora Tréma (que significa Talar Revaux Éditions Musicales Associées), que produziria seus discos, com seus amigos Jacques Revaux (que se tornará seu compositor mais leal) e Régis Talar, um produtor francês.

## Discografia

### Álbuns
| Ano  | Álbum                                    | Posições FRA | Certificações de álbuns            |
| ---- | ---------------------------------------- | ------------ | ---------------------------------- |
| 1968 | Petit – Les Ricains                      | 8            |                                    |
| 1970 | J'habite en France                       | 2            | - FRA: Gold                        |
| 1971 | Olympia 71                               |              |                                    |
| 1972 | Danton                                   | 2            |                                    |
| 1973 | La maladie d'amour                       | 1            | - FRA: Gold                        |
| 1975 | Olympia 75                               | 1            | - FRA: Gold                        |
| 1976 | La vieille                               | 1            | - FRA: Gold                        |
| 1976 | Olympia 76                               | 4            | - FRA: Gold                        |
| 1977 | La java de Broadway                      | 2            | - FRA: Gold                        |
| 1978 | Je vole                                  | 1            | - FRA: Gold                        |
| 1979 | Palais des Congrès 78                    | 34           |                                    |
| 1979 | Verdun                                   | 10           |                                    |
| 1980 | Victoria                                 | 18           |                                    |
| 1981 | Palais des Congrès 81                    |              |                                    |
| 1981 | Les lacs du Connemara                    | 1            | - FRA: Platinum                    |
| 1982 | Il était là                              | 2            |                                    |
| 1983 | Vivant 83                                | 2            | - FRA: Gold                        |
| 1983 | Vladimir Ilitch                          | 4            | - FRA: Platinum                    |
| 1984 | Io Domenico                              | 1            | - FRA: Platinum                    |
| 1985 | Concert 85                               |              | - FRA: Gold                        |
| 1985 | Chanteur de jazz                         | 5            | - FRA: Platinum                    |
| 1987 | Musulmanes                               | 1            | - FRA: Platinum                    |
| 1987 | Concert 87                               | 8            | - FRA: Gold                        |
| 1988 | Le successeur                            | 2            |                                    |
| 1989 | Bercy 89                                 | 5            | - FRA: Gold                        |
| 1989 | Sardou 66                                |              |                                    |
| 1990 | Le privilège                             | 2            | - FRA: 2x Platinum                 |
| 1991 | Bercy 91                                 | 9            | - FRA: 2x Gold                     |
| 1992 | Le bac G                                 | 1            |                                    |
| 1993 | Bercy 93                                 | 6            | - FRA: 2x Gold                     |
| 1994 | Selon que vous serez, etc., etc.         | 1            | - FRA: 2x Platinum - SWI: Gold     |
| 1995 | Olympia 95                               | 3            | - FRA: 2x Gold                     |
| 1997 | Salut                                    | 1            | - BEL: Gold - FRA: 2x Platinum     |
| 1998 | Les grandes moments                      | 23           | - BEL: Platinum                    |
| 1998 | Bercy 98                                 | 5            |                                    |
| 2000 | Français                                 | 1            | - BEL: Gold - FRA: Platinum        |
| 2001 | Bercy 2001                               | 5            | - FRA: Gold                        |
| 2004 | Du plaisir                               | 1            | - BEL: Gold - FRA: Diamond         |
| 2005 | Live 2005 au Palais des sports           | 11           | - FRA: Gold                        |
| 2006 | Hors format                              | 1            | - BEL: Gold - FRA: Platinum        |
| 2008 | Zénith 2007                              |              |                                    |
| 2010 | Être une femme 2010                      | 2            | - BEL: Platinum - FRA: 3x Platinum |
| 2011 | Confidences et retrouvailles – Live 2011 | 8            |                                    |
| 2013 | Les grands moments – Live 2013           | 23           |                                    |
| 2017 | Le choix du fou                          | 1            | - BEL: Gold - FRA: 2× Platinum     |
| 2019 | L'album de sa vie 100 titres             | 11           |                                    |

## Outras atividades

### Gerente de teatro
Sardou foi o proprietário do Théâtre de la Porte Saint-Martin em Paris, de 2001 a 2003.

### Ator de teatro
- 1996: Bagatelle(s) de Noël Coward, dirigido por Pierre Mondy, no Théâtre de Paris, com Natacha Amal, Philippe Khorsand, Frédéric Diefenthal…
- 1999: Comédie privée de Neil Simon, dirigido por Adrian Brine, no Théâtre du Gymnase Marie Bell, com Marie-Anne Chazel.
- 2001-2002: L'Homme em questão por Félicien Marceau, dirigido por Jean-Luc Tardieu, em turnê e no Théâtre de la Porte Saint-Martin, com Brigitte Fossey, Davy Sardou...
- 2008-2009: Secret de famille de Éric Assous, dirigido por Jean-Luc Moreau, no Théâtre des Variétés, com Davy Sardou, Laurent Spielvogel, Mathilde Penin, Elisa Servier e Rita Brantalou.
- 2014: Si on recommençait de Éric-Emmanuel Schmitt, dirigido por Steve Suissa, no Théâtre des Champs-Élysées, com Anna Gaylor e Florence Coste.
- 2015: Représailles de Éric Assous, no Théâtre de la Michodière, com Marie-Anne Chazel.

### Ator de cinema
- 1982: L'été de nos 15 ans de Marcel Jullian: Bernard. com Cyrielle Claire, Elisa Servier e outros
- 1987: Cross de Philippe Setbon: Thomas Crosky, called Cross. Com Roland Giraud, Patrick Bauchau, Marie-Anne Chazel e outros
- 1990: Promotion canapé de Didier Kaminka: Bernard. Com Grace de Capitani, Thierry Lhermitte, Claude Rich, Patrick Chesnais, Jean-Pierre Castaldi, Zabou, Martin Lamotte, Pierre Richard, Eddy Mitchell e outros

### Ator de TV
- 1993: L'irlandaise de José Giovanni: Régis Cassani . Com Jean-Michel Dupuis, Thérèse Liotard...
- 2003: Le prix de l'honneur de Gérard Marx: le colonel Christian Legoff. Com Alexandra Vandernoot...